# Лежачий кромлех
Лежачий каменный круг (англ. Recumbent stone circle) — разновидность кромлеха (мегалитического сооружения в виде камней, образующих замкнутую геометрическую фигуру, обычно круг). Если кромлехи в целом встречаются по всей территории Британских островов и на континенте в Бретани, то лежачие кромлехи характерны для северо-востока Шотландии и юго-запада Ирландии (каменный круг Дромбег близ Росскарбери, графство Корк). Датируются около 3000 г. до н. э..
Обычно лежачий кромлех представляет собой круг из крупных камней, среди которых имеется крупный, лежащий на ребре валун, к которому обычно примыкают два наиболее крупных камня композиции, по одному с обеих сторон. Камни обычно ранжированы строго по высоте так, что по мере удаления от лежачего камня их высота уменьшаются, и самые низкие находятся напротив лежачего валуна.
Нередко внутри лежачих кромлехов находится кольцевой каирн и кремированные останки.

## Примеры
- пример хорошо сохранившегося лежачего кромлеха — Истер-Акухортис (Easter Aquhorthies) близ Инверури, Абердиншир, Шотландия.
- близ форта на холме Даннидир (Dunnideer) около Инша в Абердиншире находятся останки лежачего кромлеха, от которого сохранились только лежачий валун и примыкающие к нему 2 боковых камня.
- Дромбегский кромлех близ en:Rosscarbery/Росскарбери, графство Корк — крупный кромлех со «знаками кубка», выровненный по положению зимнего солнцестояния.